# カンフーキッド/好小子
『カンフーキッド/好小子』（原題：好小子）は、1986年の台湾映画。後にシリーズ作品として7作品（続集、2、3、4、5、6）が製作された。5、6作品目は日本ではソフト化及び公開はされていないがYouTubeなどで視聴ができる。日本では主役の3人が日本語で歌う独自の主題歌が作られた。
1986年に東映社長で映連の会長でもあった岡田茂が、台湾の映画関係者と日本映画輸入解禁についての折衝を行った際に、台湾側から「日本映画は輸出するのに、台湾の映画は日本ではやってくれないではないか」と不満を言われたため、この枠は『スケバン刑事』との併映で香港映画『蜀山』（『蜀山奇傅 天空の剣』）を予定していたが、急遽、『蜀山奇傅 天空の剣』を後ろにずらし、台湾側から要望があった本作を差し替えて東映洋画系で公開した。本作は日本のメジャー映画会社の番線に乗った初めての台湾映画である。
「ジャッキー・チェン　カンフー・キッド」は、販売サイトによって、カンフーキッド8と称されている場合もあるが、同作品とは全く関係性は無い。

## ストーリー

### カンフーキッド
- 山奥の田舎で祖父と暮らすシンロン、チェンロン、ロンロンの三兄弟は、ある日祖父の大事にしていたインコ「ピーチ」をうっかり逃がしてしまう。バレたら大目玉どころではないと恐れた三人は都会で暮らす祖母を頼りに家出する。 目に映る全てが初めての都会で三人は祖父仕込みの大人顔負けのカンフーで次々と起こるトラブルを乗り越えていく。災難を乗り越えなんとか祖母と出会えた兄弟は、孫娘で兄弟の妹にあたるリンリンと初めて出会う。祖母は名のある大金持ちであったため、リンリンが誘拐事件に巻き込まれたところ、三兄弟はカンフーを駆使してリンリンを救助、拳銃を突き付けら万事休すの場面で、祖父が助けに入り救助に成功する。やがてケンカ別れしていた祖父と祖母は久しぶりの再会から再び結ばれる。

### カンフーキッド 続集
- 祖母の家で過ごすことになった祖父と三兄弟。カンフーを習わしたい祖父と学校に通わせたい祖母は対決の末、祖母が勝利し三兄弟は学校へ通うことに。学校生活が始まるもののトラブル続きで、案の定、すぐさま学校では問題児扱いとなってしまう。三人で補習を受けてたところ、パトカーから逃走中の強盗が学校へ逃げ込み、教師を人質にする。三兄弟は連携プレイで救助する。マスコミも賑わい、たちまち人気者となる。ある日、祖父は町で旧友と再会、旧友は賭博プロレス酒場を経営していた。ひょんなことから祖父が参加することになる。強豪ジャイアントとの対戦は、圧倒的に試合は祖父が優勢であったが、賭博オーナーの金会長の策略からセコンドの水に薬をもられ、相手の攻撃で負けてしまう。三兄弟は気絶した祖父を助けるため酒場スタッフたちと争いになるが、祖母が駆け付けたことで収まるものの、祖父が行方不明になる。祖父の仇討ちとばかりに3人vsジャイアントの試合が組まれる。勝利した三兄弟はジャイアントのマネージャーから金会長の策略だと聞き、祖母は会長宅へ賭博客として乗り込み、三兄弟も侵入に成功。同じく行方をくらましていた祖父とも合流し、金会長の正体がかつての格闘家ドラゴンキングだと暴かれる。
- リンリンは出演していない。

### カンフーキッド2 ／ 悪ガキ6人衆
- 邦題は「2」となっているが、「1」の前に制作・発表された作品。
- 6人の子供たちと父親は、貧しくその日暮らしの生活をしている。

### カンフーキッド3／飛びだせ！悪ガキ三兄弟
- 兄弟の設定がなくなり、三人とも赤の他人となっている。

### カンフーキッド 4 SF大冒険悪ガキ三人衆
- イエンとチン・コーは兄弟役のまま、ツォンは清の時代からタイムスリップしてきた二人のご先祖様役。リンリンの出演はなし！

### 好小子6
- 上記2作品は日本未公開・未販売作品となっている。引き続き三人が出演している

## キャスト
| 役名                  | 俳優               | 日本語吹替   |
| 役名                  | 俳優               | 日本テレビ版 |
| --------------------- | ------------------ | ------------ |
| シンロン/ドラゴン     | イエン・ジンクォク | 野沢雅子     |
| チェンロン/ジャッキー | ツオ・シャオフー   | 坂本千夏     |
| ロンロン/デーブゴン   | チン・ソンロン     | 千々松幸子   |
| 祖父/頑固ジジイ       | チェン・ウェイロー | 八奈見乗児   |
| 祖母                  | タン・アイジェン   | 京田尚子     |
| リンリン              | 不明               | 土井美加     |
| マダム                | 不明               | 滝沢久美子   |
| スネーク              | 不明               | 江原正士     |
| シャオサイ            | 不明               | 牛山茂       |
| ビックボス            | 不明               | 滝口順平     |
| 運び屋                | 不明               | 笹岡繁蔵     |

- 日本テレビ版：初回放送1988年4月29日『金曜ロードショー』

## スタッフ
- 監督：チャン・メイチュン
- 脚本：チョウ・キムジン、チュク・ワンシュン、ラム・リンフェイ、ラウ・ワイラン、イ・ナリ、フェイ・フォン、シャン・チャン・チョン・ジャン
- 製作：チュー・イェンピン（中国語版）、シュー・フォン（中国語版）
- 撮影監督：チェン・ロンシュー
- 武術指導：リン・マンプク
- 音楽：デヴィッド・タオ（中国語版）
- 日本語字幕：宍戸正
- 吹替翻訳：平田勝茂
- 吹替演出：田島荘三
- 吹替効果：新音響
- 吹替調整：近藤勝之 棒棒鶏
- 吹替製作：日本テレビ、コスモプロモーション

## 主題歌
台湾版
- 『カンフーキッド』（作詞・作曲・歌：デヴィッド・タオ）

日本版
- 『カンフーキッド』（作詞：森雪之丞、作曲：鷺巣詩郎、歌：カンフーキッド）
- 『恋のカンフーキッド』（作詞：三浦徳子、作曲：鷺巣詩郎、歌：カンフーキッド）